# 山下町 (鹿児島市)
山下町（やましたちょう）は、鹿児島県鹿児島市の町。旧鹿児島府下山下町。郵便番号は892-0816。人口は699人、世帯数は472世帯（2020年10月1日現在）。1965年（昭和40年）より山下町の全域で住居表示を実施している。
江戸時代には島津氏77万石の居城である鹿児島城があり、鹿児島城を中心として武家屋敷が広がっていた。明治時代以降には鹿児島市役所や鹿児島地方裁判所などが設置され官庁街となっている。1965年（昭和40年）には山下町の一部より分割され城山町、照国町が新たに設置された。

## 地理
鹿児島市の中心部に位置している。町域の北方には長田町、小川町、南方には金生町、中町、東千石町、西方には城山町、東方には易居町、名山町がそれぞれ接している。
北部には町名の由来である城山があり（但し現在は城山町を挟んでいる）、南側には天文館などの歓楽街が位置している。
また町域の西端（城山町・照国町の境界上）にある照国神社前交差点は九州の大動脈である国道3号及び国道10号、枕崎市から鹿児島市までを結ぶ国道225号、南さつま市から枕崎市、指宿市を経て鹿児島市までを結ぶ国道226号の終点となっている。
また、西郷隆盛銅像前交差点は鹿児島市から種子島、奄美大島を経て沖縄県那覇市までを結ぶ国道58号の起点、桜島と垂水市の境界上にある桜島口までを結ぶ国道224号の終点となっている。国道58号の鹿児島市区間は「朝日通り」の名称で知られる。
町域の東端には鹿児島市役所があり、鹿児島市の行政の中心地となっている。かつては鹿児島県庁舎も設置されていたが、1996年（平成8年）に鴨池新町に移転している。跡地はかごしま県民交流センターとなっている。

### 町名の由来
山下町という町名は町域北部にある城山の麓に位置することに由来している。

## 歴史

### 山下町の成立から町村制施行まで
江戸時代には鹿児島城下士屋敷群であり、鹿児島城付近には藩役所の他に宮之城島津家、垂水島津家、加治木島津家、入来院氏、喜入肝付氏、吉利小松氏など大身層の屋敷が所在しており、岩崎には平士層屋敷群があり、岩崎郷中が置かれた。
明治時代になると、鹿児島県庁の所在地となり、県の行政の中心地となった。1879年（明治12年）には郡区町村編制法が施行され「山下町」として成立した。

### 町村制施行以降

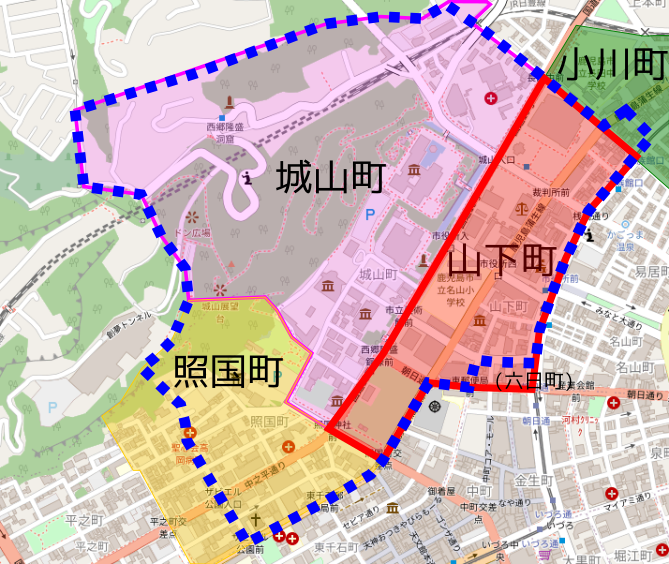
1965年時点の山下町の町域（青の破線）と1965年の住居表示実施後の山下町の町域（赤）の比較地図

1888年（明治21年）に公布された市制（明治21年法律第1号）に基づき、1889年（明治22年）2月2日に官報に掲載された「 市制施行地」（内務省告示第1号）によって鹿児島が市制施行地に指定された。3月5日には鹿児島県令第26号によって鹿児島郡のうち50町村が市制による鹿児島市の区域と定められ、4月1日に市制が施行されたのに伴い、鹿児島郡50町村（山下町、平之馬場町、新照院通町、長田町、冷水通町、上竜尾町、下竜尾町、池之上町、鼓川町、稲荷馬場町、清水馬場町、春日小路町、車町、恵美須町、小川町、和泉屋町、浜町、向江町、栄町、柳町、易居町、中町、金生町、東千石馬場町、西千石馬場町、汐見町、泉町、築町、生産町、六日町、新町、松原通町、船津町、呉服町、大黒町、堀江町、住吉町、新屋敷通町、加治屋町、山之口馬場町、樋之口通町、薬師馬場町、鷹師馬場町、西田町、上之園通町、高麗町、下荒田町、荒田村、西田村、塩屋村）の区域より鹿児島市が成立した。それに伴いそれまでの山下町は鹿児島市の町「山下町」となった。1892年（明治25年）に現在の鹿児島市立美術館の位置に鹿児島市役所が山之口馬場町から移転し、県の中心としての役割の他に鹿児島市の中心としての役割も持つようになった。その後1937年（昭和12年）に現在地に移転している。
1962年（昭和37年）に住居表示に関する法律が施行されたのに伴い、鹿児島市は鹿児島市街地域の住居表示に着手した。1965年（昭和40年）には中央地区で住居表示実施に伴い町の再編が行われ、山下町の一部より城山町、照国町が新たに設置された。また、一部の区域が小川町に編入され、六日町（現在の名山町の大部分）の一部を編入した、同時に山下町の全域で住居表示が実施された。
1996年（平成8年）には町域内に明治期より所在していた鹿児島県庁舎が鴨池新町に移転し、2003年に県庁舎跡地にはかごしま県民交流センターが設置された。

### 町域の変遷
| 変更後         | 変更年             | 変更前         |
| -------------- | ------------------ | -------------- |
| 城山町（新設） | 1965年（昭和40年） | 山下町の一部   |
| 照国町（新設） | 1965年（昭和40年） | 山下町の一部   |
| 小川町（編入） | 1965年（昭和40年） | 山下町の一部   |
| 山下町（編入） | 1965年（昭和40年） | 六日町（一部） |

## 文化財

### 国の登録有形文化財

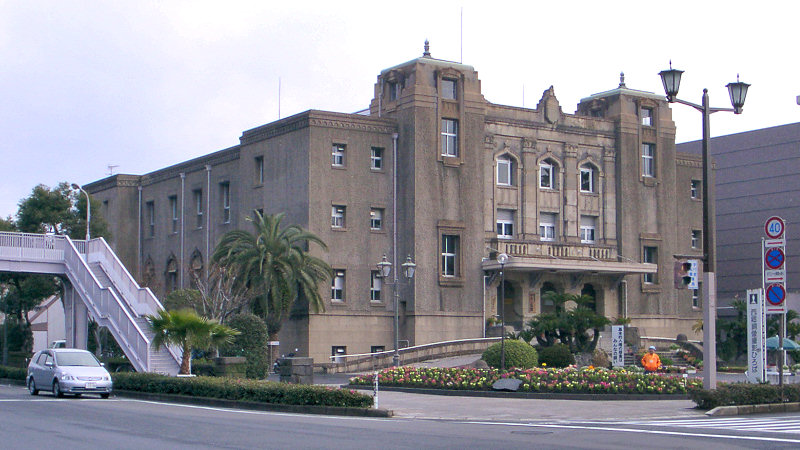
鹿児島市庁舎本館（国の登録有形文化財（建造物））
大蔵省営繕管財局の設計による府県庁舎スタイルを基にしたものであるが、他の同局設計の建物と違いベースメント層を設けず直接道路より入れるように設計されている[17]。1998年（平成10年）に国の登録有形文化財（建造物）に登録された[18]。
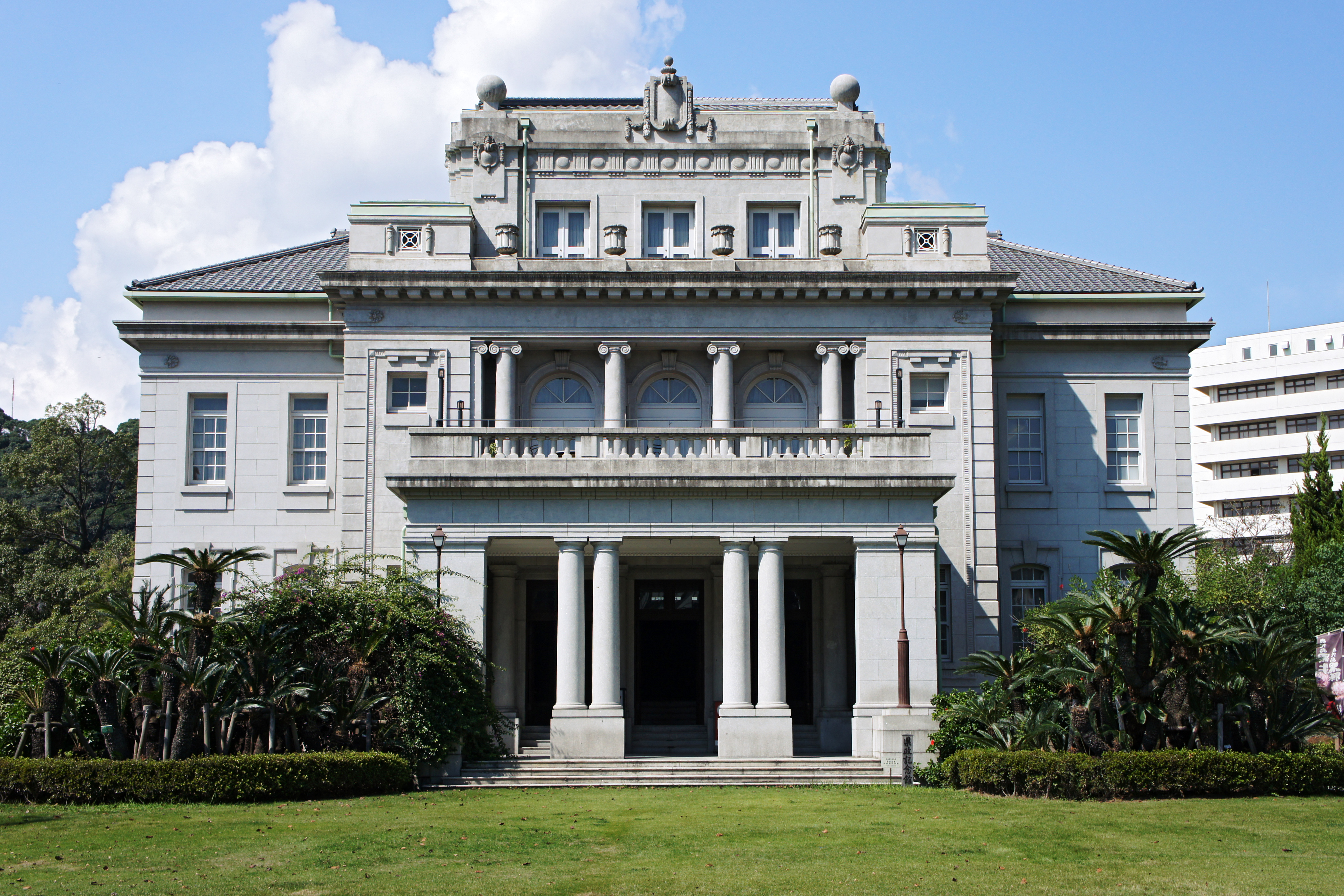
鹿児島市中央公民館（国の登録有形文化財（建造物））
昭和天皇の成婚記念事業として1924年（大正13年）に着工、1927年（昭和2年）に「鹿児島市公会堂」として竣工した鹿児島市の公民館である[19]。ラーメン構造のRC造になっており、玄関両脇に階段室を配置し、その間にビラスター及びイスラム風の尖頭アーチを設置するなど中央重視と言われるデザインとなっている[20]。2005年（平成17年）に国の登録有形文化財（建造物）に登録された[21]。
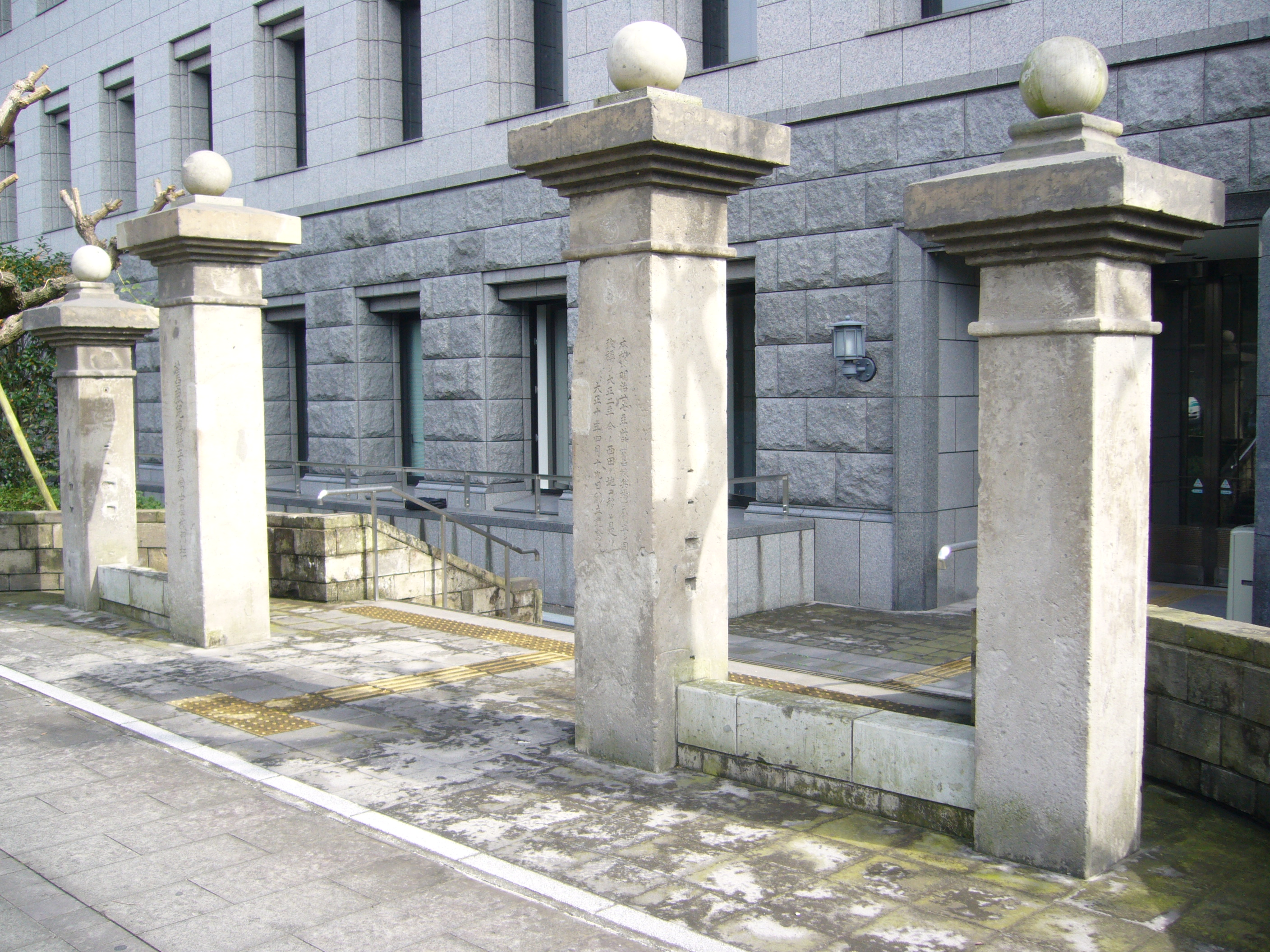
県政記念館（旧鹿児島県庁舎本館）（国の登録有形文化財（建造物））
1922年（大正11年）から用地買収が行われ、1923年（大正12年）に着工、1925年（大正14年）に竣工したものである[22]。ネオ・ルネッサンス様式によるデザインであり、中央部はトスカナ式の双柱に2階のイオニア式の柱を重ねたものとなっている[23]。1996年（平成8年）に鴨池新町に新庁舎が落成し移転した[9]。2000年（平成12年）に移築改修され、2008年（平成20年）に国の登録有形文化財（建造物）に登録された[24]。
- 旧鹿児島県庁舎正面門（国の登録有形文化財（建造物））
旧鹿児島県庁の門柱であり、花崗石製の本柱2基と脇柱2基が配されている。本柱頂部には照明、脇柱頂部にはカップ状の飾りがある[25]。2008年（平成20年）に国の登録有形文化財（建造物）に登録された[26]。
- 旧鹿児島県立尋常中学校門（国の登録有形文化財（建造物））
1894年（明治27年）に鹿児島県立尋常中学校（現在の鹿児島県立鶴丸高等学校の前身）の門柱として設置された洋風の石造りの門である。のちに中学校は薬師町に移転し、県立図書館の正門を経て、鹿児島県庁舎の裏門として使用された[27]。2008年（平成20年）に国の登録有形文化財（建造物）に登録された[28]。
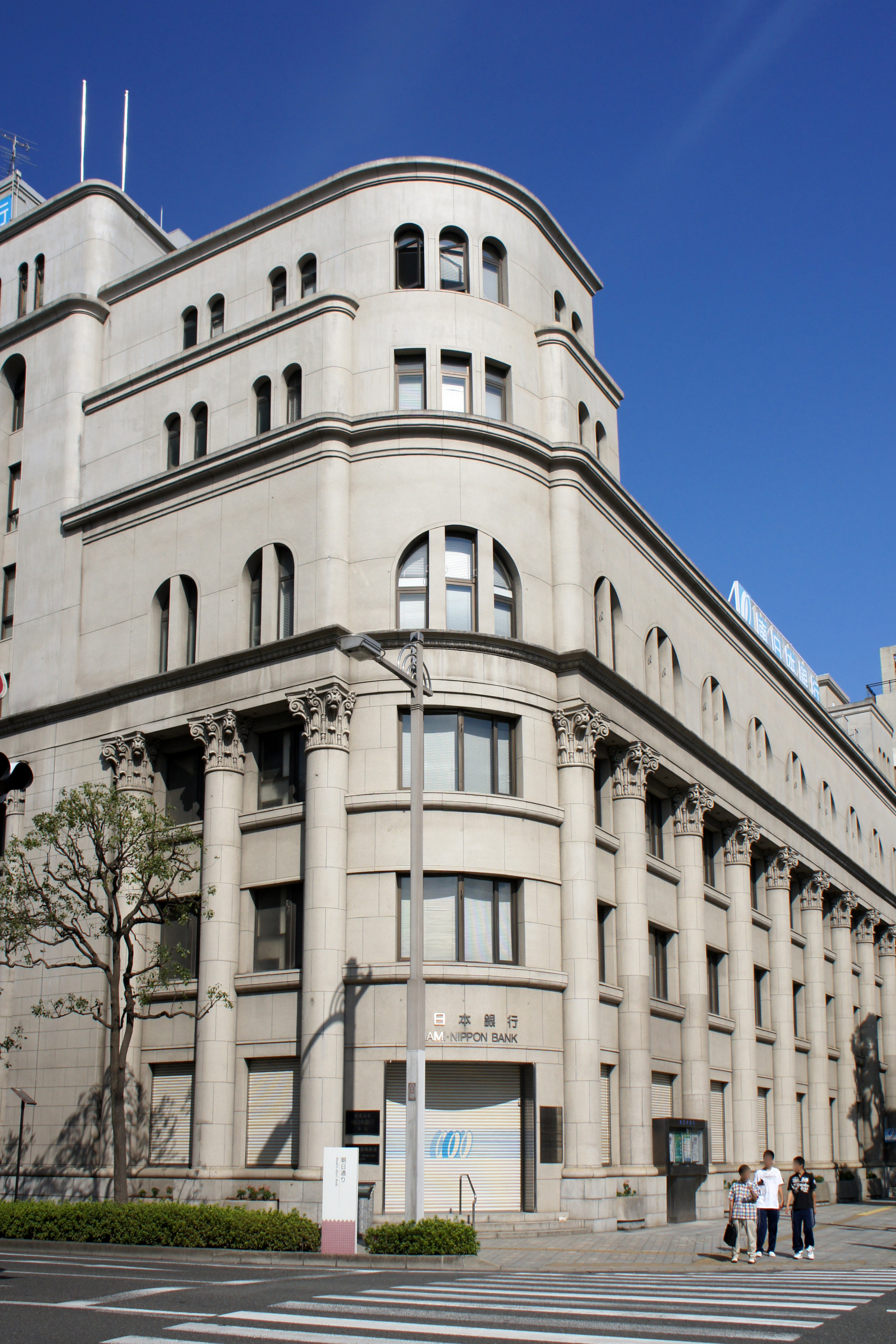
南日本銀行本店（国の登録有形文化財（建造物））
鹿児島県技師であった三上昇の設計により、鹿児島無尽株式会社（南日本銀行の前身）の鹿児島支店の建物として建設されたもの。コリント式列柱による主階層、アーチ窓を重ねたアチック層と曲面で構成された塔屋が特徴的であるとされる[29]。1998年（平成10年）に国の登録有形文化財（建造物）に登録された[30][31]。

- 鹿児島市中央公民館
- 県政記念館（旧鹿児島県庁舎）
- 旧鹿児島県立尋常中学校門
- 南日本銀行本店

## 施設

### 行政
- 鹿児島合同庁舎
  - 財務省九州財務局鹿児島財務事務所[32]
  - 厚生労働省鹿児島労働局山下町庁舎[33]
- 鹿児島地方法務合同庁舎
  - 鹿児島地方検察庁[34]

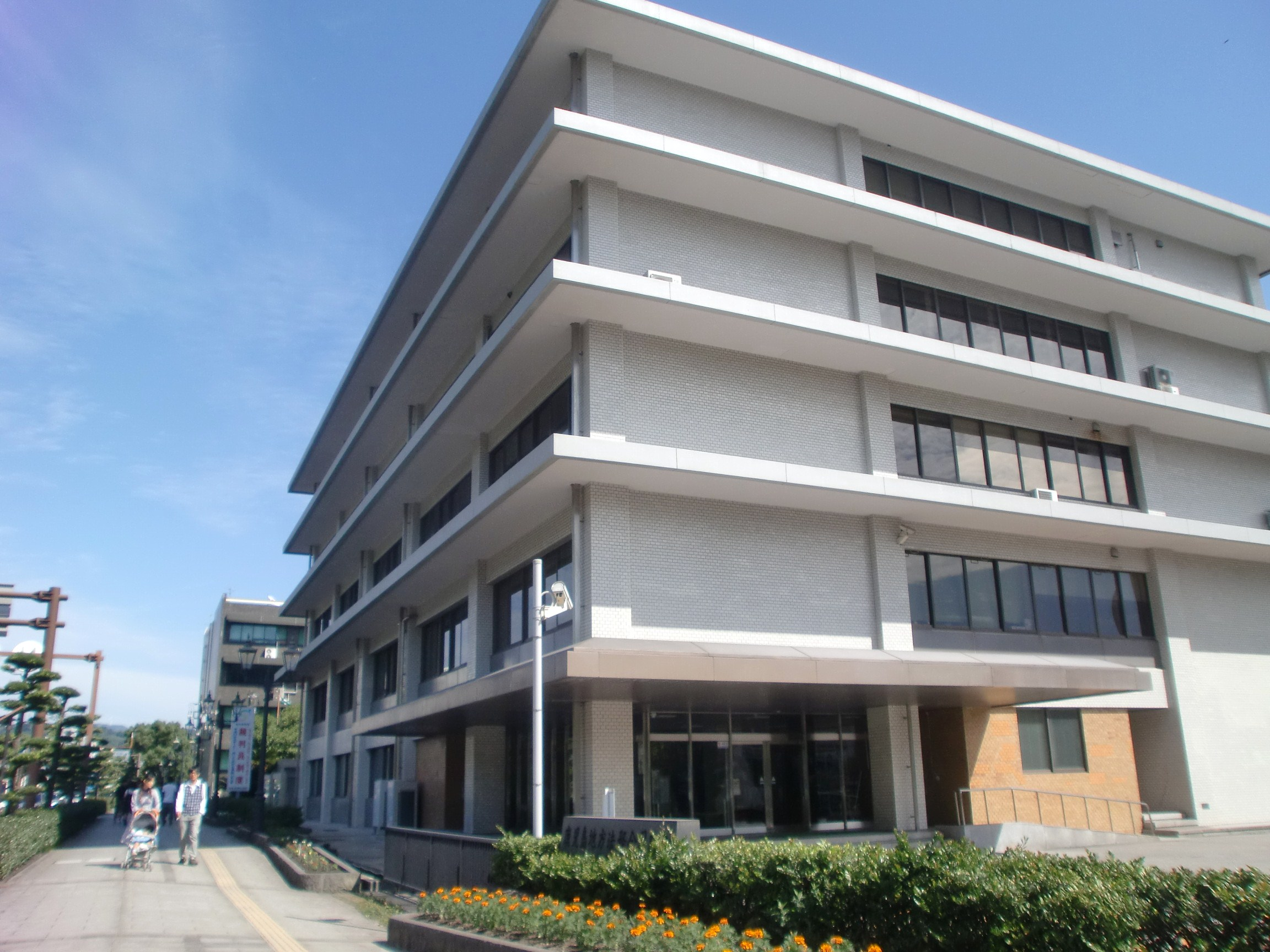
鹿児島地方法務合同庁舎

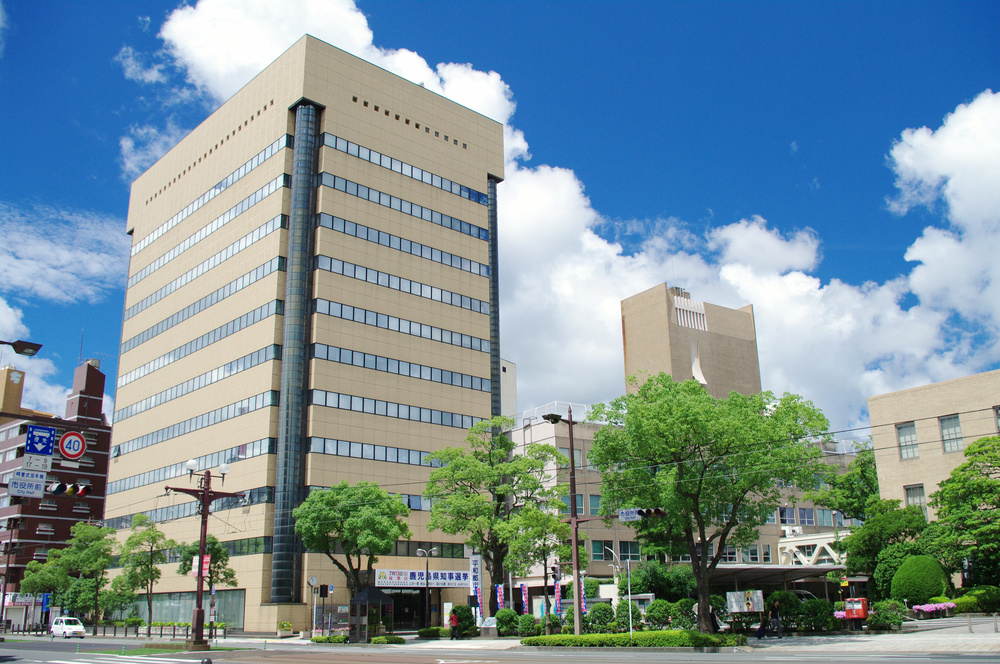
鹿児島市役所東別館・別館

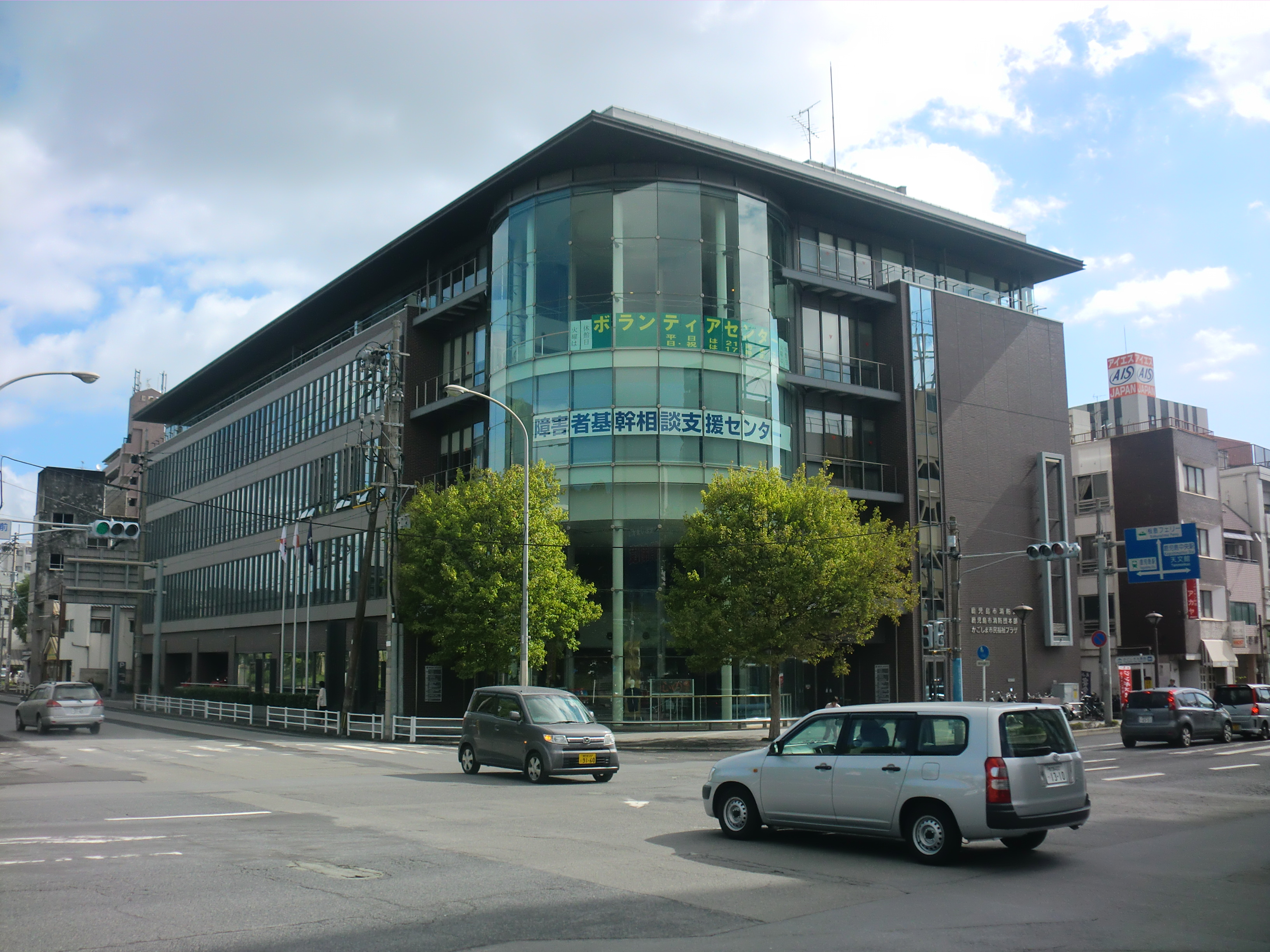
鹿児島市消防局

  - 鹿児島区検察庁、伊集院区検察庁、種子島区検察庁、屋久島区検察庁[34]
- 鹿児島市役所[35]
  - 本館（国の登録有形文化財）
  - 別館
  - 東別館
  - 鹿児島市消防局[36]
  - 鹿児島市民福祉プラザ[37]
- 鹿児島市教育総合センター[38]
  - 鹿児島市教育委員会事務局
  - 女性会館
  - 青年会館
  - 学習情報センター

### 司法

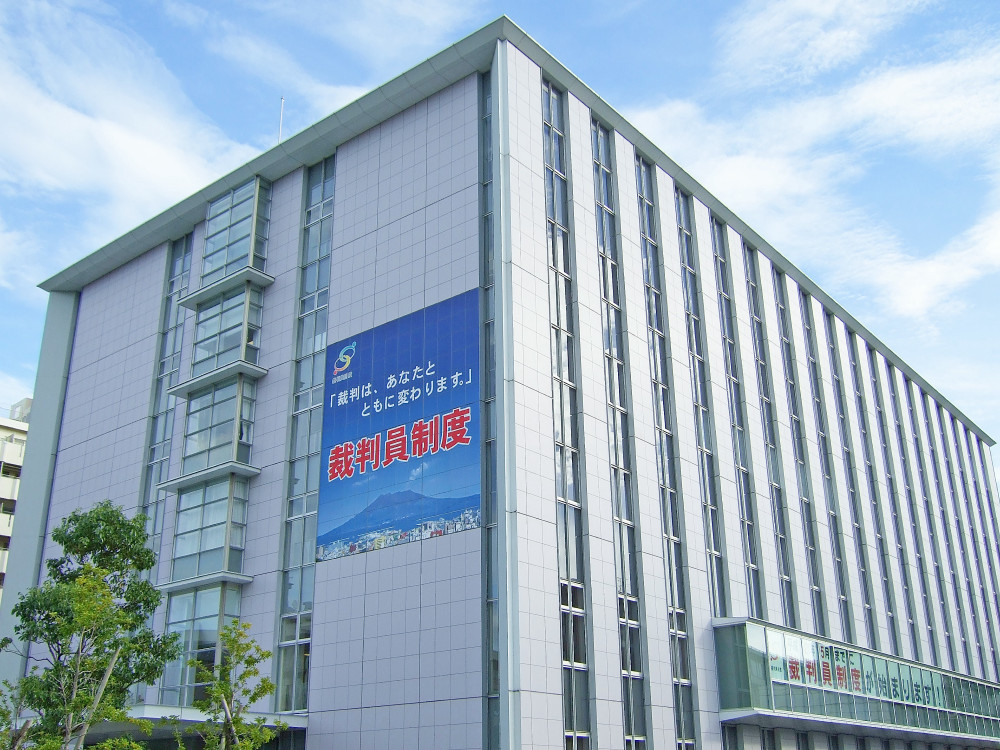
鹿児島地方裁判所

- 鹿児島地方裁判所[39]
- 鹿児島家庭裁判所[39]
- 鹿児島簡易裁判所[39]

### 公共
- かごしま県民交流センター
- 鹿児島県文化センター（宝山ホール）
- 鹿児島市中央公民館（国の登録有形文化財）[40]
- 中央公園

### 教育
- 鹿児島市立名山小学校[41]

### 郵便局

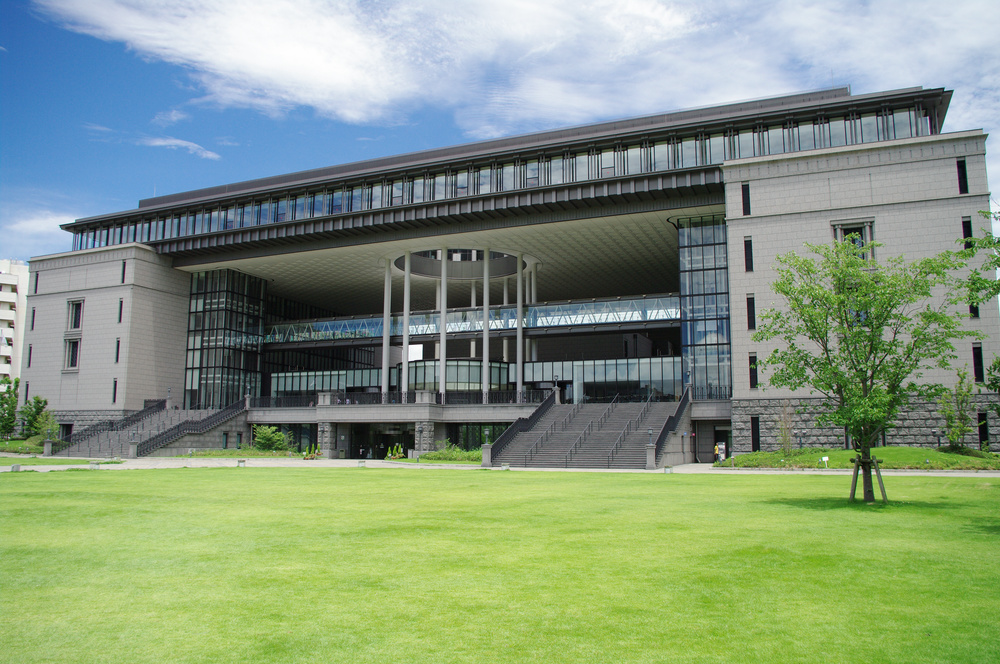
かごしま県民交流センター
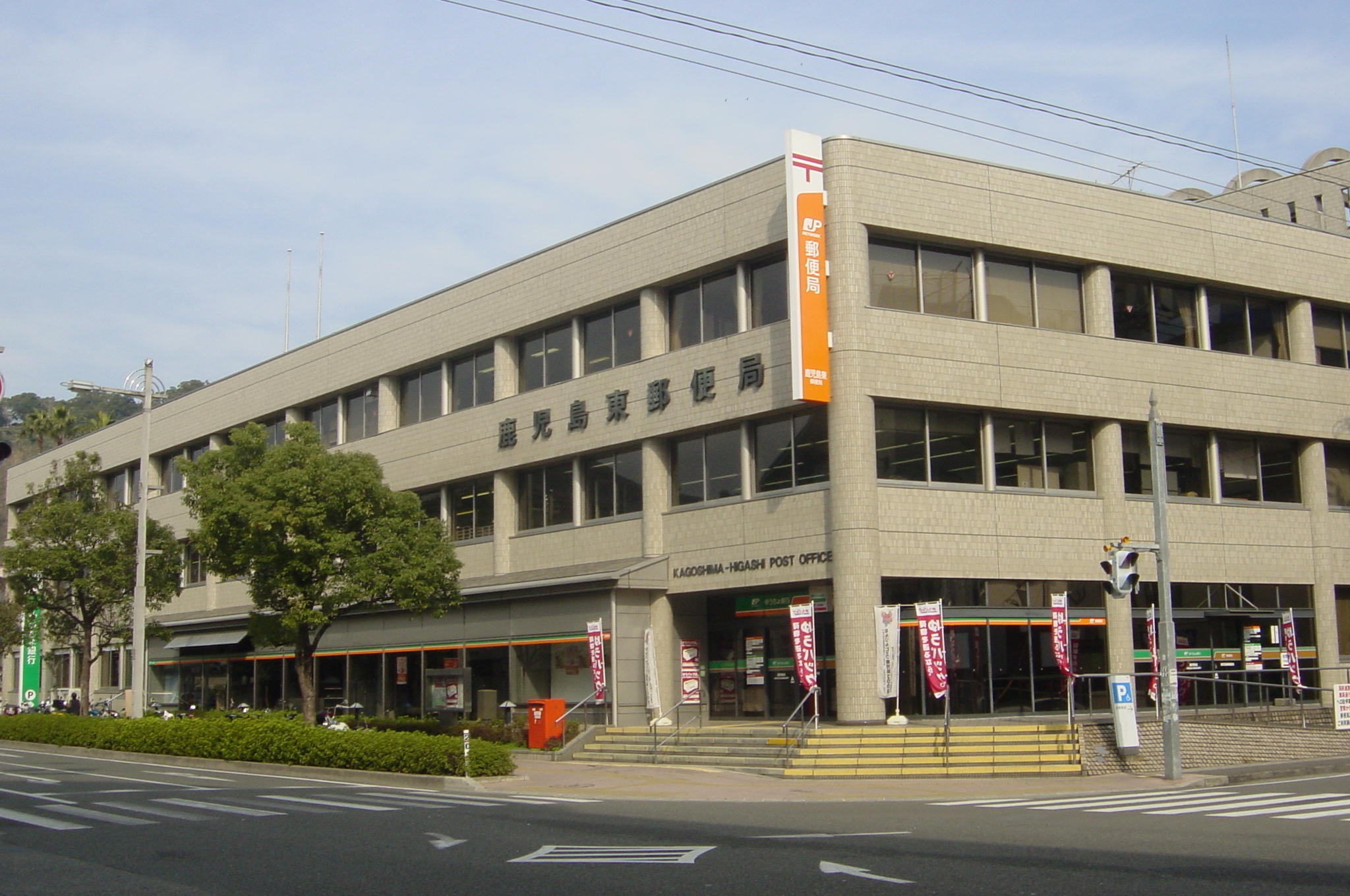
鹿児島東郵便局
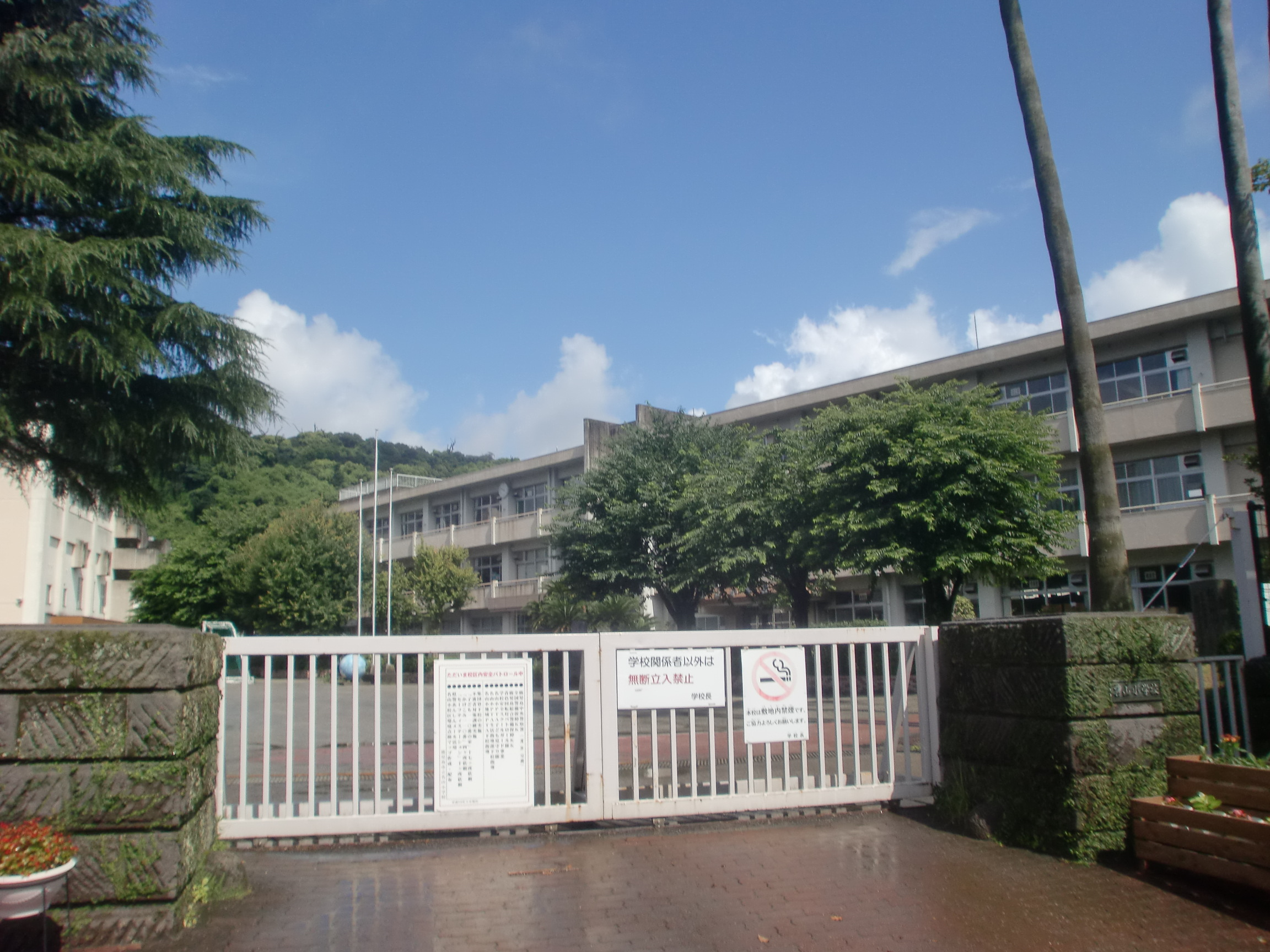
鹿児島市立名山小学校
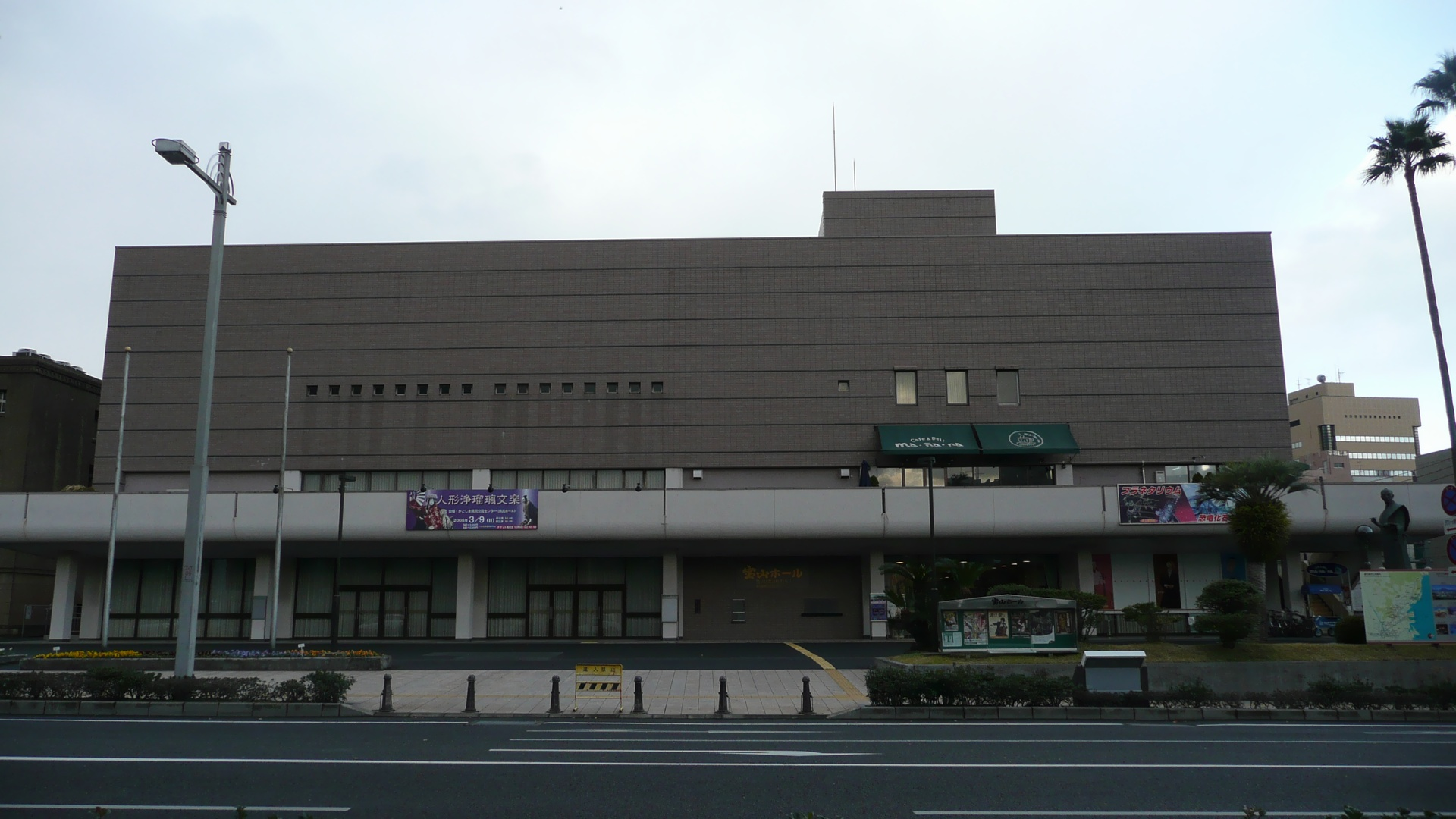
鹿児島県文化センター

- ゆうちょ銀行鹿児島店[42]

### その他
- 南日本銀行本店（国の登録有形文化財）
- 岩崎産業
- 鹿児島国際航空
- 鹿児島県教育会館[43]
  - 鹿児島県教職員組合
  - 鹿児島県高等学校教職員組合
  - 鹿児島県学校生協
  - 鹿児島県教育用品
  - 教職員共済生活協同組合鹿児島事業所
  - 鹿児島県教職員共助会

- かごしま県民交流センター
- 鹿児島東郵便局
- 鹿児島市立名山小学校
- 鹿児島県文化センター

## 人口

### 資料データ
| 統計年次〔年〕     | 世帯数〔世帯〕 | 総人口〔人〕 | 出典  |
| ------------------ | -------------- | ------------ | ----- |
| 明治10年代         | 1,100          | -            | [ 3 ] |
| 1922年（大正11年） | 846            | 6,062        | [ 3 ] |
| 1935年（昭和10年） | 905            | 5,444        | [ 3 ] |

### 国勢調査
以下の表は国勢調査による小地域集計が開始された1995年以降の人口の推移である。
| 年                 | 人口 |
| ------------------ | ---- |
| 1995年（平成7年）  | 522  |
| 2000年（平成12年） | 546  |
| 2005年（平成17年） | 612  |
| 2010年（平成22年） | 563  |
| 2015年（平成27年） | 659  |
| 2020年（令和2年）  | 699  |

## 小・中学校の学区
市立小・中学校に通う場合、学区（校区）は以下の通りとなる。
| 町丁   | 番・番地 | 小学校               | 中学校               |
| ------ | -------- | -------------------- | -------------------- |
| 山下町 | 全域     | 鹿児島市立名山小学校 | 鹿児島市立長田中学校 |

## 交通

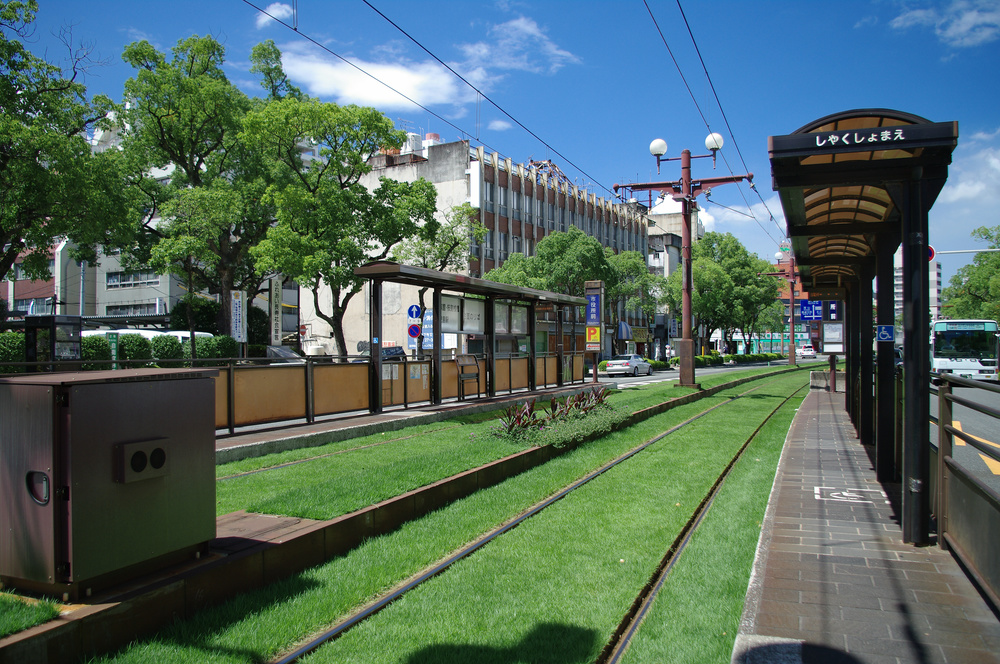
市役所前電停

### 道路
一般国道
- 国道10号
- 国道58号（国道224号が重複）
- 国道225号（国道226号が重複）

県道
- 鹿児島県道25号鹿児島蒲生線

### 鉄道
鹿児島市交通局
- 市役所前電停

## 山下町に関係のある人物

### 出身

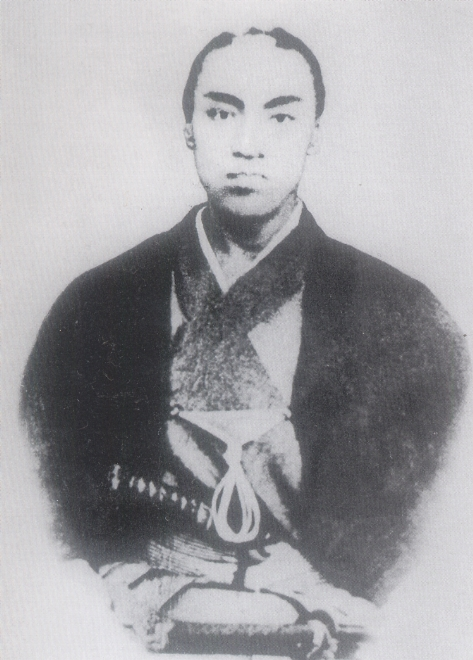
小松清廉

- 小松清廉（1835年 - 1870年、薩摩藩家老、政治家）
幕末の薩摩藩士、肝付兼善の三男。山下町に所在した喜入屋敷で出生。小松家の養子となり、薩摩国吉利郷（現・日吉町吉利）の領主となる。維新の十傑の1人。鹿児島県文化センター敷地内に小松帯刀像が所在している。
- 折田平内（1847年 - 1905年、政治家、内務官僚、貴族院議員）
黒田清隆の門下として勤皇を志して諸国の名士と交流を持ち、明治維新後は開拓使、山形県令、福島県知事、警視総監、栃木県知事、広島県知事、滋賀県知事を歴任した。1894年に貴族院議員に勅選された。

### 居住
- 小松清猷
幕末の薩摩藩士であり、薩摩国吉利郷（現・日吉町吉利）領主。「鹿児島城下絵図散歩」に山下町の区域に屋敷があったと記されている。
- 肝付兼善
幕末の薩摩藩士であり、薩摩国喜入郷（現・鹿児島市喜入地域）領主及び薩摩国中郷（現・薩摩川内市中郷）地頭。「鹿児島城下絵図散歩」に山下町の区域に屋敷があったと記されている。